# Ҋ (слово ћирилице)
Ҋ ҋ (искошено: Ҋ ҋ) је слово ћириличног писма. Изведено је од ћириличног слова Й додавањем репа десној нози.
Ҋ са репом се користи само у азбуци килдин сами језика да би представило безвучни палатални апроксимант  (слично слову h у речи huge); ћирилично слово J се такође може користити.

## Рачунарски кодови
| Знак                      | Ҋ                                         | Ҋ                                         | ҋ                                       | ҋ                                       |
| ------------------------- | ----------------------------------------- | ----------------------------------------- | --------------------------------------- | --------------------------------------- |
| Назив у Уникоду           | CYRILLIC CAPITAL LETTER SHORT I WITH TAIL | CYRILLIC CAPITAL LETTER SHORT I WITH TAIL | CYRILLIC SMALL LETTER SHORT I WITH TAIL | CYRILLIC SMALL LETTER SHORT I WITH TAIL |
| Врста кодирања            | децимална                                 | хексадецимална                            | децимална                               | хексадецимална                          |
| Уникод                    | 1162                                      | U+048A                                    | 1163                                    | U+048B                                  |
| UTF-8                     | 210 138                                   | D2 8A                                     | 210 139                                 | D2 8B                                   |
| Нумеричка референца знака | &#1162;                                   | &#x48A;                                   | &#1163;                                 | &#x48B;                                 |

## Слична слова
- И и  : Ћирилично слово И